# Yann
Yann este un nume, care s-ar putea referi la numele a mai multor persoane

### Nume comune, diminutive
- Iulian, prenume românesc comun
- Julien, prenume francez comun
- Yan sau Jan,  prenume englezesc comun

### Literatură
- Yann Martel, scriitor canadian
- Yann Queffélec, scriitor francez

### Muzică
- Guillaume Yann Tiersen, muzician Francez
- Dj Jan "Yanou" Peifer, disc-jockey german

### Sport
- Yann Lachuer, fotbalist.
- Yann Danis, hockey playerist Canadian.

|  | Acastă pagină se referă la un prenume. Eventual vezi legături interne. |